# Perigrapha flora
Perigrapha flora là một loài bướm đêm trong họ Noctuidae.